# Orgosolo
Orgosolo là một đô thị ở tỉnh Nuoro ở vùng Sardinia của Italia, tọa lạc cách khoảng 110 km về phía bắc của Cagliari và cách khoảng 13 km về phía nam của Nuoro. Tại thời điểm ngày 31 tháng 12 năm 2004, đô thị này có dân số 4.510 người và diện tích là 223,5 km².
Orgosolo giáp các đô thị: Dorgali, Fonni, Mamoiada, Nuoro, Oliena, Talana, Urzulei, Villagrande Strisaili.